# Санта Виторија (Пескара)
Санта Виторија (итал. Santa Vittoria) је насеље у Италији у округу Пескара, региону Абруцо.
Према процени из 2011. у насељу је живело 81 становника. Насеље се налази на надморској висини од 315 м.